# Арденски говедар
Арденски говедар је (бел. Bouvier des Ardennes) је ретка пасмина из Белгије. Потиче са Ардена, региона где су ови пси кориштени за чување стада. Недостатак фарми у овом региону довео је до озбиљног пада у бројности ових паса све до 1985. године, када је неколико узгајивача нашло пар паса, те им је стандард користио као упуство за поновно успостављање. Ова раса је компактна, мишићава и кратка. Арденски говедар је весео, радознао, агилан и друштвен, а његова најважнија карактерстика је прилагодљивост, тако да се добро осећа у свим ситуацијама.

## Основно
- Мужјак
  - Висина од 55 до 63 цм
  - Тежина од 28 до 35
- Женка
  - Висина од 51 до 57 цм
  - Тежина од 22 до 28

## Историја
У белгијским Арденима овај пас се одувек називао сточарским псом и његова селекција је извршена ради његових способности. Он добија своје име по пракси чувања и терања стоке у овом региону, за шта је заслужнија његова активност него његов физички изглед.
Оштра клима, тежан рад и терен, као и сиромаштво утицали су на формирање овог типа. Само најиздржљивији и најспособнији пси из ове намерно ограничаване популације су задржавани за терање стада која су се обично састојала од млечних крава и оваца, али и од свиња и коња у 19. веку. Од 19. века они се користе за лов на јелене и дивље вепрове, да би затим током два Светска рата постали пси које су користиле зверокрадице. Крајем 19. века пси које су користили гоничи стоке изгледали су исто као овчари са оштрим крзном, али били су снажнији, већи и оштрији. На белгијским изложбама су категорије постале отворене за псе гониче ради експеримента и покушаја да се установе сличности овог типа.
На дан 27. априла 1903. године, на изложби паса у Лијежу, професор Реул је открио Тома, који је био први пример идеалног пса гонича стоке (у то време није изнето више детаља). Након десет година, 1913. године, основано је "Друштво из Лијежа за унапређење паса гонича стоке из провинције Лијеж и из Ардена" и оно је саставило предложени стандард. Дефинитиван текст је усвојен у Белгији 1923. године и ФЦИ га је објавила 16. јуна 1963. године.
Нестанак многих фарми у Арденима, уз смањење броја стада млечних крава, значајно је смањио број радних паса. Око 1985. године, прикупљање колострума од млечних крава довело је до тога да кинофили открију неколико арденских овчара који су опстали, а који су били мање или више карактеристични за ову расу. Око 1990. године неки одгајивачи су почели да производе псе који су боље одговарали типу који је дефинисан стандардом, а они су почели од ових узгајивачких лоза у Арденима. Чудно је да је неколико гонича стоке и пастира на северу земље било одушевљено начином на који су ови пси гонили стоку и они су започели програм њиховог узгоја од лозе која је тамо пренета око 1930. године. То је био програм узгоја који је био незнатно ван правила али спроведен пажљиво и поуздано. Ова узгајивачка лоза је откривена тек 1996. године од стране званичних кинолога.

## Карактеристике расе

### Нарав
Арденски говедар је весео, радознао, агилан и друштвен, а његова најважнија карактерстика је прилагодљивост, тако да се добро осећа у свим ситуацијама. Он је тврдоглав и изузетно храбар када је у питању одбрана људи, његовог власника и његове територије.
Ово је радни пас, одлучан и послушан. Упркос тој склоности ка раду, припадници ове пасмине су привржени власницима. Заправо, релативно је уобичајено за арденског говедара да формира близак однос са својом породицом, те пати од анскиозности раздвајања ако је дуго сам. Без ране социјализације овај пас ће скоро сигурно постати неповерљив према странцима, са потенцијалним агресивним тенденцијама. Због опреза према људима који нису његова породица, арденски говедар ће лајати како би обавестио о уласку нове особе на територију, а може постати и непријатељски настројен, сем ако није научен супротно.
Стрпљив је са децом и релативно лако се уклапа у дом са другим псима, ако је одрастао са њима.

### Општи изглед
Ово је издржљив, снажан пас средње величине што доприноси његовој елеганцији. Кратак је и здепаст са тежом грађом костију него што његова величина изискује и са моћном главом. Најбоље га описују атрибути: кратак, компактан и мишићав. Његово оштро крзно (осим на глави где је краће и равно), његови бркови и мала брада дају му строг изглед. Овај пас се штени без репа, у противном реп му је кратак. Длака је дуга око 5 цм, чупава, са врло густом зимском подлаком која га штити од невремена. Дозвољене су све боје осим беле.

## Нега и здравље
Арденски говедар захтева редовно четкање како му се длака не би замрсила. Идеално би било свакодневно четкање, али довољно је четкање сваки други дан. Лиња се просечно, сем у пролеће и јесен када је то изражено. Четкање не одузима пуно времена ако се обавља свакодневно. Неки власници ове расе прибегавају шишању пса како би избегли одржавање длаке, међутим, шишање преблизу коже може изазвати иритацију коже или опекотине ако је напољу. Потребно га је купати пар пута годишње, сем у случају рада са стоком, када је потребно чешће купање. Седмично чистити уши и проверавати због знакова инфекције, чудног мириса или црвенила који могу указати на проблем.
Пошто је ова пасмина ретка, то значи да није учествовала у здравственим истраживањима, тако да је тешко доћи до података о општем здрављу арденских говедара. Постоји неколико болести којима су вероватније склонији од просечног пса, а корисно их је споменути јер је могуће тестирати пса на те болести. Тестирање на ове болести је од круцијалне важности у овако малом генетском базену. То су дисплазија кука и лакта, епилепсија и проблеми са очима.
Животни век ове расе је од 12 до 14 година.